# Kohtla (gemeente)
Kohtla (Estisch: Kohtla vald) was tot in 2017 een gemeente in de Estische provincie Ida-Virumaa. De gemeente telde 1532 inwoners op 1 januari 2017. In 2011 waren dat er 1399. Ze had een oppervlakte van 101,6 km². De hoofdplaats was Kohtla.
In oktober 2017 werd de gemeente bij de gemeente Toila gevoegd.

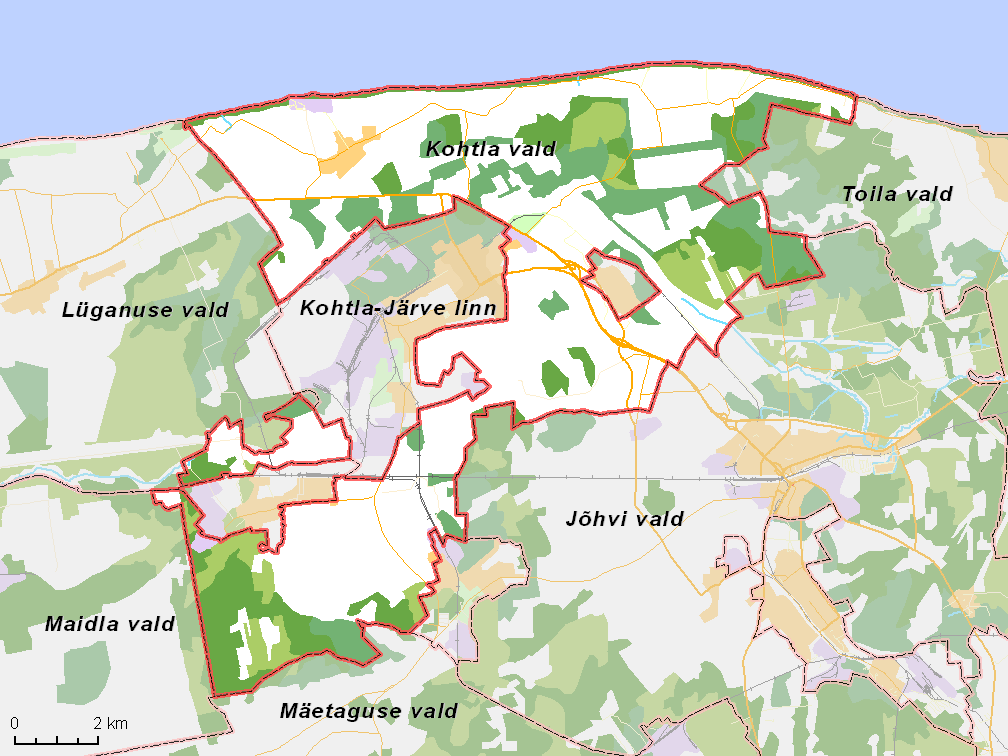
De voormalige gemeente met omliggende gemeenten